# SS-Hauptamt
SS-Hauptamt (SS-HA; „Główny Urząd SS”) – urząd centralnego zarządzania Schutzstaffel (SS). Urząd powstał w 1931 roku kiedy SS utworzyła SS-Amt - biuro obsługujące główną siedzibę SS, podlegającą formacji Allgemeine-SS, a także innym organizacjom podległym Schutzstaffel.
Wraz z dojściem nazistów do władzy w 1933 roku SS-Amt został przemianowany na SS-Oberführerbereichen, urząd dowodzący wszystkimi jednostkami SS na terenie Niemiec. Ostatecznie nazwę zmieniono w 1936 roku na SS-Hauptamt i w takiej formie przetrwała aż do upadku III Rzeszy w 1945 roku i likwidacji SS.
SS-Hauptamt był odpowiedzialny za wszystkie sprawy związane z administracją SS. W urzędzie dochodziło do częstych zmian kadrowych, głównie ze względu na łatwość w otrzymywaniu awansów oraz promocji. Oficjalnie urząd SS-Hauptamt podlegał wyższemu sztabowi Reichsführera-SS, jednakże urząd ten cieszył się przez cały okres istnienia dużą autonomią oraz niezależnością.
Po zakończeniu II wojny światowej członkowie oraz pracownicy SS-Hauptamt zostali oskarżeni jako zbrodniarze wojenni, głównie ze względu na niszczenie, ukrywanie oraz tuszowanie dokumentacji innych formacji nazistowskich takich jak Einsatzgruppen, oraz funkcjonariuszy obozów koncentracyjnych, którym postawiono zarzut współodpowiedzialności za zbrodnie Holocaustu. Komisja ds. zbrodni nazistowskich uznała, że pracownicy SS-Hauptamt nie byli zwykłymi urzędnikami, lecz jednymi z ważnych przedstawicieli kierujących nazistowskim aparatem administracyjnym, a ich kompetencje i możliwości należały do wysokich. Z tego względu spora grupa urzędników oraz pracowników urzędu została skazana na długoletnie wyroki więzienia.
Archiwa członków SS-Hauptamt dostępne są w archiwach berlińskiego Bundesarchive, a ich kopie, odtworzone za pomocą mikrofilmu, zostały udostępnione w amerykańskich archiwach narodowych w Maryland.